# Hosznia Ordynacka
Hosznia Ordynacka – wieś w Polsce położona w województwie lubelskim, w powiecie biłgorajskim, w gminie Goraj.
W latach 1954–1959 wieś należała i była siedzibą władz gromady Hosznia Ordynacka, po jej zniesieniu w gromadzie Goraj. W latach 1975–1998 miejscowość administracyjnie należała do województwa zamojskiego. 
Wieś jest sołectwem w gminie Goraj. Według Narodowego Spisu Powszechnego z roku 2011 wieś liczyła 322 mieszkańców i była piątą co do wielkości miejscowością gminy.

## Części wsi
| SIMC    | Nazwa          | Rodzaj    |
| ------- | -------------- | --------- |
| 0887753 | Góra           | część wsi |
| 0887760 | Niwa           | część wsi |
| 0887776 | Nizy           | część wsi |
| 0887782 | Pólko          | część wsi |
| 0887799 | Wilcza Kolonia | część wsi |

## Historia
Hosznia Abramowska i Ordynacka (mylnie nazywane Horznia, Hożnia, Gorznia), w wieku XIX opisano jako dwie wsie w powiecie zamojskim, gminie i parafii Goraj. Leżą w górzystej i lesistej okolicy, o 38 wiorst na zachód od Zamościa. Hosznia Abramowska w roku 1883 liczyła 10 domów i 69 mieszkańców oraz 143 mórg ziemi, Hosznia Ordynacka 53 domów i 462 mieszkańców oraz 1053 mórg ziemi.

## Turystyka
Na wzgórzu na północny wschód od miejscowości znajduje się wieża widokowa o wysokości 11,77 m z tarasem widokowym na poziomie 6,83 m. Prowadzą do niej szlaki turystyczne:
- niebieski szlak pieszy „centralny” na odcinku Gilów – Radecznica
- niebieski szlak rowerowy Jastrzębia Zdebrz pomiędzy Gilowem a Jędrzejówką